# Иларион Оптински
Иларион Оптински (рођ. Родион Никитич Пономарјов, 8. април 1805, село Кључи, Новохоперски округ, Вороњешка губернија - 18. септембар 1873, Оптинска Пустиња, Козелски округ, Калушка губернија) - јеросхимонах Руске православне цркве. Канонизован је за свеца 2000. године у Сабору оптинских стараца.

## Биографија
Рођен је у породици кметова, Никите Филимоновича и Евфимије Никифоровне, и на крштењу је добио име у част светог апостола Иродиона; У породици је било укупно петоро деце: четири сина и млађа сестра која је умрла у детињству. Отац му је био кројач; Много је путовао, испуњавајући наређења локалних земљопоседника. После свог сина, он се такође замонашио у Оптиној пустињи са именом Нифонт; радио на испосничком пчелињаку и умро 1849. године. Кућни послови пали су на мајчина плећа; Она је била богобојазна жена и васпитавала је своју децу у истом духу, и Родиону је предвидела монаштво. Као дете, Родион се одликовао тихим и кротким расположењем и често се изоловао од својих вршњака. Од детињства осећао је у себи жељу за монаштвом. У празничне дане цела породица би свакако присуствовала црквеним службама.
Године 1825. (са двадесет година) отишао је у Москву да учи кројачки занат. После три и по године боравка у Москви, Родион се вратио кући, а након тога се 1829. цела породица преселила у Саратов, где су Пономарјеви отворили сопствену шиваћу радионицу и артел. Родион се у Саратову придружио кругу духовних вођа против разних врста расколника – секташа и неверника. Таква мисионарска делатност и пажљиво проучавање Библије додатно су понели ка монашком животу, који га је привлачио од детињства. Да би одабрао себи манастир, посетио је многе манастире током годину и по дана (1837-1838) ходочашћа. Његов дух нашао је мир у Козелској Оптинској испосници.
У Оптинску пустињу је дошао је 13. марта 1839. године. Дванаест година (1839-1852) бавио се разним пословима по жељи манастирске братије: био је баштован, повртар, пчелар, пекао је хлеб и обављао многе друге послове. Када је преподобни Макарије постављен за скитомајстора Оптинске Пустиње, он је изабрао Родиона за свог келијара. 13. августа 1849. Родион се замонашио узевши име Иларион. Године 1852. примио је чин јерођакона, а 21. априла 1857. године добио је чин јеромонаха. Све до смрти старца Макарија био је његов духовни ученик. Отац Иларион је 8. априла 1863. ступио на дужност скитског игумана и духовника Оптинског манастира.
4. марта 1872. године свети Иларион служио је последњу Литургију. 9. марта примио је великосхимни постриг, задржавши име Иларион. Последње четири недеље пре смрти провео је седећи у столици не померајући се. Преминуо је 18. септембра потпуно свестан.
Године 1996. Свети Иларион је канонизован за локално поштованог светитеља Оптинске Пустиње. 2000. године Архијерејски сабор Руске православне цркве прославио га је за васељенско поштовање. Од 23. октобра 1998. године мошти Иларионове се налазе у Владимирској цркви Оптинске Пустиње.

## Учење
„Црква је за нас земаљско небо, где је сам Бог невидљиво присутан и бдије над присутнима, зато се у Цркви мора стајати уредно, са великим страхопоштовањем. Љубимо Цркву и ревнујмо према њој; Она је наша радост и утеха у тузи и радости“.
„Ако осећате да вас је гнев обузео; „Ћути и не говори ништа док се твоје срце не смири непрекидном молитвом и самопрекором“.